# Polyommatus fusca-albolunulata
Polyommatus fusca-albolunulata är en fjärilsart som beskrevs av Tutt 1910. Polyommatus fusca-albolunulata ingår i släktet Polyommatus och familjen juvelvingar. Inga underarter finns listade i Catalogue of Life.